# Campeonato Capixaba de Futebol Feminino de 2015
O Campeonato Capixaba Feminino de 2015 foi a sexta edição do campeonato de futebol feminino do Estado do Espírito Santo. A competição foi organizada pela Federação de Futebol do Estado do Espírito Santo (FES) e pela Liga Cariaciquense de Desportos (Licades).
Com início em 23 de agosto e término em 29 de novembro. O campeão foi o Vila Nova-ES.

## Regulamento
Na Primeira Fase as equipes jogam entre si em turno e returno. As quatro melhores se classificam para as Semifinais, que serão disputadas em partidas de ida e volta (1º x 4º e 2º x 3º). Os vencedores decidem o título em jogo único no Estádio Kleber Andrade. O time campeão representa o Estado na Copa do Brasil de Futebol Feminino de 2016.

### Critérios de desempate
Os critérios de desempate serão aplicados na seguinte ordem para cada fase:
Primeira Fase
1. Maior número de vitórias
2. Maior saldo de gols
3. Maior número de gols pró (marcados)
4. Confronto direto
5. Menor número de cartões vermelhos
6. Menor número de cartões amarelos
7. Sorteio

Semifinais
1. Maior saldo de gols nos dois jogos
2. Melhor classificação na Primeira Fase

Final
1. Cobrança de pênaltis

## Participantes
| Clube                     | Cidade     | Temporada 2014 | Títulos (último) |
| ------------------------- | ---------- | -------------- | ---------------- |
| Comercial                 | Castelo    | Campeão        | 3 (2014)         |
| Galácticas                | Cariacica  | Não disputou   | 0 (não possui)   |
| Jardinense                | Vila Velha | 6º Colocado    | 0 (não possui)   |
| Marataízes Raridade       | Marataízes | Não disputou   | 0 (não possui)   |
| União / Projeto SELC[UNI] | Serra      | 3º Colocado    | 0 (não possui)   |
| Vila Nova-ES              | Vila Velha | Vice-campeão   | 1 (2010)         |

Nota:
- UNI: ^  Os times do União e do Projeto Social Esporte Lazer e Cultura (Projeto SELC) disputam a competição em parceria.

## Primeira Fase
| Pos | Times                | Pts | J | V | E | D | GP | GC | SG  | %    | Classificação              |
| --- | -------------------- | --- | - | - | - | - | -- | -- | --- | ---- | -------------------------- |
| 1   | Vila Nova-ES         | 22  | 9 | 7 | 1 | 1 | 38 | 7  | 31  | 81,5 | Classificado às Semifinais |
| 2   | União / Projeto SELC | 22  | 9 | 7 | 1 | 1 | 22 | 6  | 16  | 81,5 | Classificado às Semifinais |
| 3   | Comercial            | 21  | 9 | 6 | 3 | 0 | 27 | 12 | 15  | 77,8 | Classificado às Semifinais |
| 4   | Galácticas           | 7   | 9 | 2 | 1 | 6 | 16 | 22 | -6  | 25,9 | Classificado às Semifinais |
| 5   | Jardinense           | 7   | 9 | 2 | 1 | 6 | 8  | 43 | -35 | 25,9 |                            |
| 6   | Marataízes Raridade  | 2   | 9 | 0 | 2 | 7 | 9  | 30 | -21 | 7,4  |                            |

Nota:

A FES cancelou a última rodada em decorrência da realização das provas do Enem e para evitar novos W.O.s.

## Semifinais
Jogos de ida
| Domingo, 1º de novembro | Galácticas  | 1 – 4     | Vila Nova-ES | Campo do Vale dos Reis, Cariacica |
| 10:00                   | Gol marcado | Relatório | , Suenia     |                                   |

| Sábado, 31 de outubro | Comercial         | 2 – 2     | União / Projeto SELC | Estádio Independência, Castelo |
| 16:00                 | Gisele · Patrícia | Relatório | Nathane · Letícia    |                                |

Jogos de volta
| Domingo, 8 de novembro | Vila Nova-ES                                    | 7 – 0     | Galácticas | SESI de Cobilândia, Vila Velha |
| 16:00                  | Tuanny , · Ronalda , · Suenia · Stela · Adriana | Relatório |            |                                |

| Domingo, 15 de novembro | União / Projeto SELC | 3 – 1     | Comercial | Campo do Vale dos Reis, Cariacica |
| 10:00                   | Nairely , · Nathane  | Relatório | Gisele    |                                   |

## Final
| Domingo, 29 de novembro | Vila Nova-ES | 1 – 0     | União / Projeto SELC | Estádio Kleber Andrade, Cariacica |
| 16:00                   | Ronalda      | Relatório |                      |                                   |

## Premiação
| Campeonato Capixaba Feminino de 2015 |
| Vila Velha                           |
| ------------------------------------ |
| Vila Nova-ES (2º título)             |